# Matej Bošnjak
Matej Bošnjak (Zagabria, 6 gennaio 2002) è un cestista croato.

## Carriera

### Nazionale
Nel 2022 ha partecipato, con la Croazia under 20, agli Europei di categoria, conclusi al settimo posto finale.